# Division d'artillerie de marine 608
La division d'artillerie de marine 608, en allemand Marine-Artillerie-Abteilung (MAA) 608, est une division d'artillerie de la Kriegsmarine pendant la Seconde Guerre mondiale. Elle opère en France, notamment sur l'île de Cézembre. Dirigée par Richard Seuss à partir du 23 août 1942, elle combat durant la bataille de Saint-Malo et est attaquée durant le bombardement de Cézembre. Le 2 septembre 1944, la division se rend aux troupes américaines, aux côtés de la première division Atlantique de fusiliers marins italienne,.